# Kunětice
Kunětice (en allemand : Kunietitz) est une commune du district et de la région de Pardubice, en République tchèque. Sa population s'élevait à 447 habitants en 2024.

## Géographie
Kunětice est arrosée par l'Elbe et se trouve à 6 km au nord-est de Pardubice, à 16 km au sud-sud-est de Hradec Králové et à 100 km à l'est de Prague.
La commune est limitée par Němčice au nord-est, par Sezemice au nord et à l'est, par Pardubice au sud et par Staré Hradiště et Ráby à l'ouest.

## Histoire
La première mention écrite du village date de 1353.
Le château de Kunětická hora domine le village de Kunětice, mais se trouve sur le territoire de la commune de Ráby.

## Transports
Par la route, Kunětice se trouve à 8,5 km de Pardubice et à 119 km de Prague. 